# Saison 1 de Teen Wolf
Chronologie
Saison 2
Cet article présente les douze épisodes de la première saison de la série télévisée américaine Teen Wolf.
Cette première saison met en scène les aventures de Scott McCall depuis sa transformation en loup-garou à la suite de l'attaque de l'un d'entre eux jusqu'à la mort de Peter Hale, l'Alpha.

## Synopsis
Une nuit, un jeune adolescent de Beacon Hills, Scott McCall, se fait attaquer par un loup et s'en sort avec une morsure à l'abdomen. Le lendemain, il remarque que son ouïe, ses réflexes et sa rapidité se sont plus développés. Il découvre qu'il est un loup-garou. Le même jour, il fait la connaissance d'Allison Argent, une nouvelle venue en ville. Avec l'aide de son meilleur ami Stiles et d'un mystérieux loup-garou, Derek, Scott doit trouver un équilibre entre sa nouvelle identité de loup-garou et les nombreux dangers que cela représente pour sa vie d'adolescent.

## Acteurs principaux
- Tyler Posey (VF : Alexandre Nguyen) : Scott  McCall
- Crystal Reed (VF : Jessica Monceau) : Allison Argent
- Dylan O'Brien (VF : Hervé Grull) : Stiles Stilinski
- Holland Roden (VF : Fily Keita) : Lydia Martin
- Colton Haynes (VF : Fabrice Fara) : Jackson Whittemore
- Tyler Hoechlin (VF : Stéphane Pouplard) : Derek Hale (11 épisodes)

### Acteurs récurrents
- J. R. Bourne (VF : Éric Aubrahn) : Chris Argent, le père d’Allison (11 épisodes)
- Linden Ashby (VF : Luc Boulad) : le shérif Stilinski, père de Stiles (10 épisodes)
- Melissa Ponzio (VF : Guylène Ouvrard) : Mélissa McCall, la mère de Scott (8 épisodes)
- Jill Wagner (VF : Claire Guyot) : Kate Argent, la sœur de Chris et la tante d'Allison (8 épisodes)
- Keahu Kahuanui (VF : Nathanel Alimi) : Danny (7 épisodes)
- Orny Adams (VF : Yannick Blivet) : Coach Bobby Finstock (7 épisodes)
- Ian Bohen (VF : Guillaume Lebon) : Peter Hale (6 épisodes)
- Seth Gilliam (VF : Yann Pichon) : Dr Deaton, le vétérinaire (6 épisodes)
- Eaddy Mays (en) (VF : Véronique Borgias) : Victoria Argent, la mère d'Allison (5 épisodes)
- Adam Fristoe (VF : Cédric Barbereau) : M. Harris, le professeur de chimie (5 épisodes)
- Adam Rosenberg (VF : Rémi Caillebot) : Brian (4 épisodes)
- Susan Walters (VF : Nathalie Duverne) : Mme Martin, la mère de Lydia (2 épisodes)

## Diffusion
- La diffusion francophone s'est déroulée ainsi :
En France, depuis 3 octobre 2011 sur MTV[1].
Au Québec, depuis le 15 février 2012 sur VRAK.TV
En Belgique, à partir du 14 septembre 2012 sur Plug RTL[2]
Aucune annonce concernant les autres pays francophones n'a été faite.

## Liste des épisodes

### Épisode 1:La Morsure
- États-Unis : 5 juin 2011 sur MTV
- France : 
  - 3 octobre 2011 sur MTV[1],[3].
  - 30 juin 2012 sur France 4
- Québec : 15 février 2012 sur VRAK.TV

- États-Unis : 2,17 millions de téléspectateurs[4] (première diffusion)

- JR Bourne (Chris Argent)
- Linden Ashby (Shérif Stilinsky)
- Orny Adams (Coach Bobby Finstock)
- Melissa Ponzio (Melissa McCall)
- Eaddy Mays (Victoria Argent)
- Brad James (Proviseur adjoint)
- Michael H. Cole (M. Curtis)

Durant la nuit, des policiers cherchent dans la forêt un cadavre munit de chiens renifleurs.
Scott est rentré chez lui, il se brosse les dents mais entend un bruit et sort avec une batte de base-ball. Apeuré, il se rend compte que cet intrus n'est autre que Stiles Stilinski, son meilleur ami. Stiles lui raconte que la moitié d'un corps a été retrouvée par la police.
Les deux ados se rendent à la réserve de Beacon Hills pour chercher le reste du corps. Le Shérif Stilinski, le père de Stiles, aperçoit Stiles dans les bois et le ramène à la maison, tandis que Scott se dérobe à sa vue. En partant, Scott tombe sur des cerfs effrayés et échappe son inhalateur. En le cherchant, il trouve le corps. Il voit soudain un loup et commence à courir. Rattrapé par le loup, Scott est mordu. Scott survit à l'attaque, puis sort de la forêt pour arriver sur la route où il est presque heurté par une voiture. Il inspecte son corps et voit la morsure du loup sur son flanc droit.
Le lendemain au lycée de Beacon Hill, Scott parle de l'incident à Stiles. Ce dernier aime bien l'idée d'avoir un loup-garou comme ami. En classe, Scott découvre que ses capacités se sont développées, comme une meilleure ouïe. Une nouvelle étudiante, Allison Argent, arrive dans la classe de Scott. Il a entendu qu'elle avait besoin d'un stylo et il se retourne pour lui en prêter un. Il réalise ensuite qu'il l' a entendu grâce à son ouïe.
Plus tard, Scott utilise ses pouvoirs pour écouter la conversation d'Allison. Il met à l'épreuve ses nouvelles capacités durant l’entraînement de crosse. Ses réflexes sont décuplés, personne ne peut marquer avec lui dans les cages.
Scott et Stiles parlent à nouveau. Stiles blague sur le fait que c'est bientôt la pleine lune et que cela aura des effets sur lui, étant un loup-garou.
Les deux ados tentent de revenir sur les traces de leur escapade nocturne, là où Scott a vu le cadavre mais il n'est plus là. Ils sont confrontés à Derek Hale qui leur dit que c'est une propriété privée. Scott ne semble pas le connaître, mais Stiles lui raconte son histoire, sa famille ayant péri dans un incendie.
Après le lycée, Scott poursuit son travail à la clinique vétérinaire de Beacon Hills, où il est l'assistant du vétérinaire, Dr.Deaton, qui est absent. Quelqu'un frappe à la porte, et il s'agit d'Allison. Elle lui raconte qu'elle vient de percuter un chien en voiture, qu'elle l'a installé dans son coffre mais qu'il ne laisse personne l'approcher. Scott semble l'hypnotiser avec ses pouvoirs de loup-garou et le chien se calme, permettant à Scott de le caresser et de le soigner, tout en continuant de parler à Allison. Au moment où celle-ci s'apprête à partir, il lui propose qu'ils sortent ensemble le vendredi soir, ce qu'elle accepte.
Après avoir fini son job pour la soirée, Scott rentre chez lui pour aller au lit. Seulement, il se réveille dans la forêt. Le loup qui l'a mordu est là mais Scott s'enfuit en courant et se retrouve dans la piscine d'un voisin.
Scott se retrouve confronté à Jackson Whittemore, le capitaine de l'équipe de crosse qui pense que Scott prend des stéroïdes. Il lui dit qu'il n'en prend pas mais Jackson ne le croit pas.
Scott devient un des meilleurs joueurs de l'équipe de crosse, ce qui rend l'équipe et le coach Finstock content et Allison le remarque sur le terrain alors qu'elle discute avec son amie, Lydia, qui se trouve être la copine de Jackson. Stiles prend maintenant très au sérieux toute cette histoire de loup-garou et met en garde Scott contre la soif de sang qu'ont les loups-garous à la pleine lune. Il lui dit d'annuler son rendez-vous avec Allison, mais Scott ne le fait pas.
À la soirée, Scott et Allison passent un bon moment, mais Scott a de drôles de sensations lorsqu'il sent la transformation de loup-garou arriver. Il s'enfuit alors, laissant Allison seule, vite accostée par Derek, qui lui dit être un ami de Scott.
Stiles va voir Scott pour l'aider, mais Scott lui balance que Derek est le loup-garou qui l'a mordu et qui a tué la fille dans les bois. Stiles dit que c'est Derek qui a ramené Allison, ce qui met Scott en colère. Scott arrive au bout de sa transformation et trouve Derek. Les deux sont sur le point de se battre, mais leur querelle est rapidement interrompue par un groupe de chasseurs de loups-garous qui en ont après eux. Derek aide Scott, et ils s'enfuient tous les deux. Scott a l'occasion de voir les visages des chasseurs.

### Épisode 2:Transformation incontrôlée
- États-Unis : 6 juin 2011 sur MTV
- France : 
  - 4 octobre 2011 sur MTV[3]
  - 30 juin 2012 sur France 4
- Québec : 22 février 2012 sur VRAK.TV

- États-Unis : 1,47 million de téléspectateurs[5] (première diffusion)

- Melissa Ponzio (Melissa McCall)
- Vince Pisani (Ref)
- Chris Thomas Hayes (joueur de crosse)
- Nolan Godfrey (joueur de crosse)
- John Atwood (Professeur de maths)
- Cassie Smith (Etudiant)
- Keahu Kahuanui (Danny Mahealani)
- Shannon Guess (Sara)
- JR Bourne (Chris Argent)
- Linden Ashby (Shérif Stilinsky)
- Orny Adams (Coach Bobby Finstock)

Après les événements précédents, Scott s'inquiète beaucoup au sujet du père d'Allison car c'est un chasseur de loups-garous et, il est distrait durant l'entraînement de crosse. Pour cause : il n'arrive pas à se concentrer et à canaliser sa colère, se transformant en loup-garou sur le terrain et blessant Jackson en lui faisant mal à l'épaule. Stiles, lui aussi dans l'équipe de crosse, l’emmène hors du terrain, avant que quelqu'un remarque la transformation de Scott.
Dans les vestiaires, toujours en colère, Scott attaque Stiles. Ce dernier n'arrivera à le maîtriser qu'avec l'aide d'un extincteur.
De retour chez lui, Scott doit faire face à Derek qui le met en garde. Ce dernier l'a vu se transformer sur le terrain devant tout le monde et il a peur que cela attire l'attention des chasseurs. Il lui pose ainsi un ultimatum : soit il arrête de jouer à la crosse, soit Derek tuera tous ses amis un par un.
À la suite des menaces de Derek, Scott tente de convaincre le Coach Bobby Finstock qu'il ne peut pas jouer. Mais comme Jackson est blessé, le Coach ne veut rien entendre et lui dit que s'il ne joue pas ce match, il ne sera plus en première ligne. Et, quelques instants plus tard, en classe, Lydia lui fait savoir que s'il ne joue pas, elle présentera de charmants joueurs à Allison.
Alors que Scott discute avec Stiles, ce dernier affirme qu'il ne peut pas laisser son père, le Shérif, penser que le tueur est un animal sanguinaire et il est bien décidé à retrouver la seconde partie du cadavre.
Scott se rend compte qu'Allison a récupéré sa veste, la même qui était dans les bois la nuit dernière. Il lui conseille de rester loin de Derek, ce qu'elle ne comprend pas puisqu'elle pense qu'ils sont amis. Furieux, Scott se rend chez Derek et lui dit de rester loin d'Allison.
De retour chez lui, Scott discute avec Stiles et lui confie qu'il a peut-être trouvé un moyen de faire arrêter Derek : il a senti une odeur de sang sur sa propriété. Les deux amis se rendent donc à l'hôpital et Scott trouve la même odeur sur la moitié de cadavre de la jeune femme retrouvée dans les bois.
De nuit, Stiles et Scott vont chez Derek et commencent à creuser afin de trouver la moitié de corps manquante. Mais, au lieu de ça, il trouve un loup mort. Apeuré et ne sachant pas quoi faire, Stiles propose de tout recouvrir, mais il remarque une fleur "tue-loup" à côté de la tombe. Alors qu'il tente de l'arracher, il se rend compte que la fleur est accroché à une corde, dessinant une spirale autour de la tombe. Regardant à nouveau le corps du loup mort, celui-ci se transforme en jeune femme.
Le lendemain, Derek est arrêté pour meurtre. Alors que Stiles veut parler à Derek afin de savoir pourquoi il a tué cette jeune femme, son père lui demande de partir, ainsi qu'à Scott. En voiture, alors que Scott et Stiles tentent de comprendre quel est l'usage de la fleur "tue-loup", Scott n'arrive plus à respirer et il commence à se transformer. Comprenant que Stiles a conservé la fleur, il lui demande de la jeter, ce qu'il fait. Mais Scott a disparu.
De nuit, toujours en loup-garou, Scott observe Allison par la fenêtre, depuis le toit de cette dernière. En partant, il se fait heurter par la voiture du père d'Allison, ce qui lui permet de reprendre le contrôle et de se retransformer en humain, juste avant que M. Argent ne puisse voir quelque chose.
L'heure du match est arrivée et tout le monde est là pour voir Scott jouer : sa mère, Allison et même Chris, le père de cette dernière. Étant énervé de voir Lydia et Allison tenir des pancartes "on t'aime Jackson" et "Jackson #1", mais aussi qu'aucun de ses coéquipiers ne lui fassent de passe, Scott se transforme sur le terrain et fait preuve d'une grande agilité, ce qui permet à son équipe de gagner le match. Le match terminé, Scott se précipite dans les vestiaires afin de se calmer, mais Allison décide de le suivre. Au moment où elle le retrouve, Scott est redevenu humain. Les deux s'embrassent.
Stiles retrouve son ami et lui parle du match et aussi du corps qu'ils ont trouvé. Le cadavre est en fait celui de la sœur de Derek, Laura Hale, et puisque la police a trouvé des preuves indiquant qu'elle a été tuée par un animal, Derek a été libéré de prison.
Erreur(s) : Lors de la conversation entre Scott et Stiles, l'image de Scott n'est pas coordonnée avec ses véritables mouvements.
 

### Épisode 3:L'Appel de la meute
- États-Unis : 13 juin 2011 sur MTV
- France : 
  - 5 octobre 2011 sur MTV[3]
  - 30 juin 2012 sur France 4
- Québec : 29 février 2012 sur VRAK.TV

- États-Unis : 1,82 million de téléspectateurs[6] (première diffusion)

- JR Bourne (Chris Argent)
- Linden Ashby (Shérif Stilinsky)
- Melissa Ponzio (Melissa McCall)
- Jamila Thompson (Harley)
- Adam Rosenberg (Brian)
- Keahu Kahuanui (Danny Mahealani)
- Adam Fristoe (M. Harris)

Scott est excité à l'idée de son premier rendez-vous galant avec Allison. Cependant, ce rendez-vous devient un rendez-vous de groupe confus avec Lydia et Jackson.

### Épisode 4:48 heures
- États-Unis : 20 juin 2011 sur MTV
- France : 
  - 6 octobre 2011 sur MTV[3]
  - 7 juillet 2012 sur France 4
- Québec : 7 mars 2012 sur VRAK.TV

- États-Unis : 1,80 million de téléspectateurs[7] (première diffusion)

- Walter Hendrix (Parent)
- Eaddy Mays (Victoria Argent)
- JR Bourne (Chris Argent)
- Desiree Hall (Jennifer)
- Jill Wagner (Kate Argent)
- Ian Bohen (Peter Hale)
- Linden Ashby (Shérif Stilinsky)

### Épisode 5:Le Puma
- États-Unis : 27 juin 2011 sur MTV
- France : 
  - 7 octobre 2011 sur MTV[3]
  - 7 juillet 2012 sur France 4
- Québec : 14 mars 2012 sur VRAK.TV

- États-Unis : 1,68 million de téléspectateurs[8] (première diffusion)

- Michael L. Peterson (Leveque)
- Eaddy Mays (Victoria Argent)
- Carrie Kroll (Mère)
- Adam Fristoe (M. Harris)
- Keahu Kahuanui (Danny Mahealani)
- JayR Kalis (Ulrich)
- JR Bourne (Chris Argent)
- Linden Ashby (Shérif Stilinsky)
- Orny Adams (Coach Bobby Finstock)

Il y a une nouvelle attaque d'animal impliquant Lydia et Jackson, ce qui soulève plus d'interrogations sur les animaux sauvages. Également le soir même il y a la fameuse réunion parent prof.

### Épisode 6:Pulsations
- États-Unis : 4 juillet 2011 sur MTV
- France : 
  - 11 octobre 2011 sur MTV[3]
  - 7 juillet 2012 sur France 4
- Québec : 21 mars 2012 sur VRAK.TV

- États-Unis : 1,21 million de téléspectateurs[9] (première diffusion)

- JR Bourne (Chris Argent)
- Orny Adams (Coach Bobby Finstock)
- Jill Wagner (Kate Argent)
- Ian Bohen (Peter Hale)
- Adam Fristoe (M. Harris)
- Desiree Hall (Jennifer)

Avec l'aide de Stiles, Scott essaie de trouver des solutions pour empêcher sa transformation en loup-garou. Pendant ce temps, Derek tente d'obtenir le soutien de Scott dans sa recherche d'un mystérieux personnage traqué à la fois par les chasseurs et les loups-garous.
Derek est persuadé que le vétérinaire (patron de Scott) est l'Alpha. Il vient à la clinique pour lui poser des questions (parfois avec violence), mais Scott arrive et l'arrête. Il le convainc d'emmener son patron devant le lycée, d'où il hurlera avec le micro pour appeler sa Meute. 
Cependant, quand les deux garçons rejoignent Derek, ils s’aperçoivent que le vétérinaire n’est plus dans la voiture. C’est alors que l’alpha arrive et tue quasiment Derek. 

### Épisode 7:Une nuit au lycée
- États-Unis : 11 juillet 2011 sur MTV
- France : 
  - 12 octobre 2011 sur MTV[3]
  - 14 juillet 2012 sur France 4
- Québec : 28 mars 2012 sur VRAK.TV

- États-Unis : 1,66 million de téléspectateurs[10] (première diffusion)

- Jill Wagner (Kate Argent)
- Melissa Ponzio (Melissa McCall)
- JR Bourne (Chris Argent)
- Keahu Kahuanui (Danny Mahealani)
- Brian Bascle (Gardien)

Stiles et Scott tombent nez à nez avec le concierge, mais l'Alpha le tue. Ils s'enfuient. 

### Épisode 8:L'Emprise de la Lune
- États-Unis : 18 juillet 2011 sur MTV
- France : 
  - 13 octobre 2011 sur MTV[3]
  - 14 juillet 2012 sur France 4
- Québec : 4 avril 2012 sur VRAK.TV

- États-Unis : 1,76 million de téléspectateurs[11] (première diffusion)

- Adam Fristoe (M. Harris)
- Keahu Kahuanui (Danny Mahealani)
- JayR Kalis (Ulrich)
- Jonathan Kleitman (Unger)
- Adam C. Edwards (Tyhurst)
- JR Bourne (Chris Argent)
- Linden Ashby (Shérif Stilinsky)

### Épisode 9:L'Alpha
- États-Unis : 25 juillet 2011 sur MTV
- France : 
  - 14 octobre 2011 sur MTV[3]
  - 14 juillet 2012 sur France 4
- Québec : 11 avril 2012 sur VRAK.TV

- États-Unis : 1,93 million de téléspectateurs[12] (première diffusion)

- JR Bourne (Chris Argent)
- Linden Ashby (Shérif Stilinsky)
- Orny Adams (Coach Bobby Finstock)
- Melissa Ponzio (Melissa McCall)
- Jill Wagner (Kate Argent)
- Ian Bohen (Peter Hale)
- Adam Rosenberg (Brian)
- Keahu Kahuanui (Danny Mahealani)
- Adam Fristoe (M. Harris)

### Épisode 10:Esprit d'équipe
- États-Unis : 1er août 2011 sur MTV
- France : 
  - 18 octobre 2011 sur MTV[3]
  - 21 juillet 2012 sur France 4
- Québec : 18 avril 2012 sur VRAK.TV

- États-Unis : 1,49 million de téléspectateurs[13] (première diffusion)

- JR Bourne (Chris Argent)
- Linden Ashby (Shérif Stilinsky)
- Melissa Ponzio (Melissa McCall)
- Jill Wagner (Kate Argent)
- Ian Bohen (Peter Hale)
- Adam Rosenberg (Brian)
- Keahu Kahuanui (Danny Mahealani)
- Desiree Hall (Jennifer)
- Jonathan Kleitman (Unger)
- Haley Murphy (Laura Hale)

### Épisode 11:Le Bal
- États-Unis : 8 août 2011 sur MTV
- France : 
  - 19 octobre 2011 sur MTV[3]
  - 21 juillet 2012 sur France 4
- Québec : 25 avril 2012 sur VRAK.TV

- États-Unis : 1,74 million de téléspectateurs[14] (première diffusion)

- JR Bourne (Chris Argent)
- Linden Ashby (Shérif Stilinsky)
- Orny Adams (Coach Bobby Finstock)
- Melissa Ponzio (Melissa Mccall)
- Jill Wagner (Kate Argent)
- Ian Bohen (Peter Hale)
- Keahu Kahuanui (Danny Mahealani)
- Adam C. Edwards (Tyhurst)
- Stephen David Calhoun (Marcus)

### Épisode 12:Code d'honneur
- États-Unis : 15 août 2011 sur MTV
- France : 
  - 20 octobre 2011 sur MTV[3]
  - 21 juillet 2012 sur France 4
- Québec : 2 mai 2012 sur VRAK.TV

- États-Unis : 2,08 millions de téléspectateurs[15] (première diffusion)

- Linden Ashby (Shérif Stilinsky)
- Jill Wagner (Kate Argent)
- Ian Bohen (Peter Hale)
- Eaddy Mays (Victoria Argent)
- Jeff Rose (M. Martin)
- Susan Walters (Mme. Martin)
- Stephen David Calhoun (Marcus)
- JR Bourne (Chris Argent)